# Palante (Haute-Saône)
Pour les articles homonymes, voir Palante.
Pour l’article ayant un titre homophone, voir Palente.
Palante est une commune française située dans le département de la Haute-Saône, la région culturelle et historique de Franche-Comté et la région administrative Bourgogne-Franche-Comté.

## Géographie

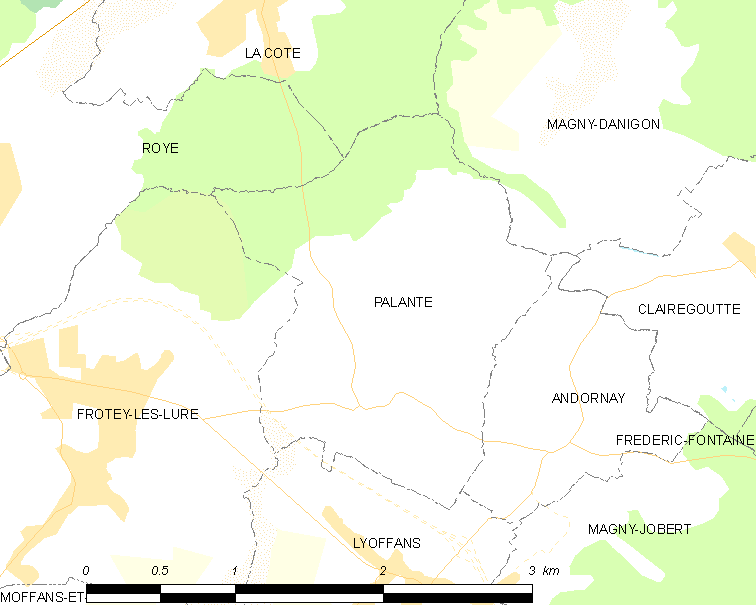
Le territoire communal dans son contexte local.

### Situation
Le village est établi à 7 km à l'est-sud-est de Lure et environ 21 km à l'ouest de la ville de Belfort. Le village est situé dans la partie orientale du département, l’altitude augmente légèrement à l'ouest de la plaine du Rognon, à l'extrémité ouest des hauteurs du Chérimont.
Le territoire communal recouvre 3,46 km2. Sa frontière orientale longe le Rognon.

### Communes limitrophes
| Roye            | La Côte  | Magny-Danigon   |
| Frotey-lès-Lure | Palante  | Andornay        |
| Andornay        | Lyoffans | Frotey-lès-Lure |

### Topographie
L’altitude varie de 299 à 337 mètres soit un dénivelé de 38 mètres. Andornay ne possède pas de relief notable mais reste vallonné, et boisé uniquement sur son extrémité nord, là où l'altitude est la plus élevée.

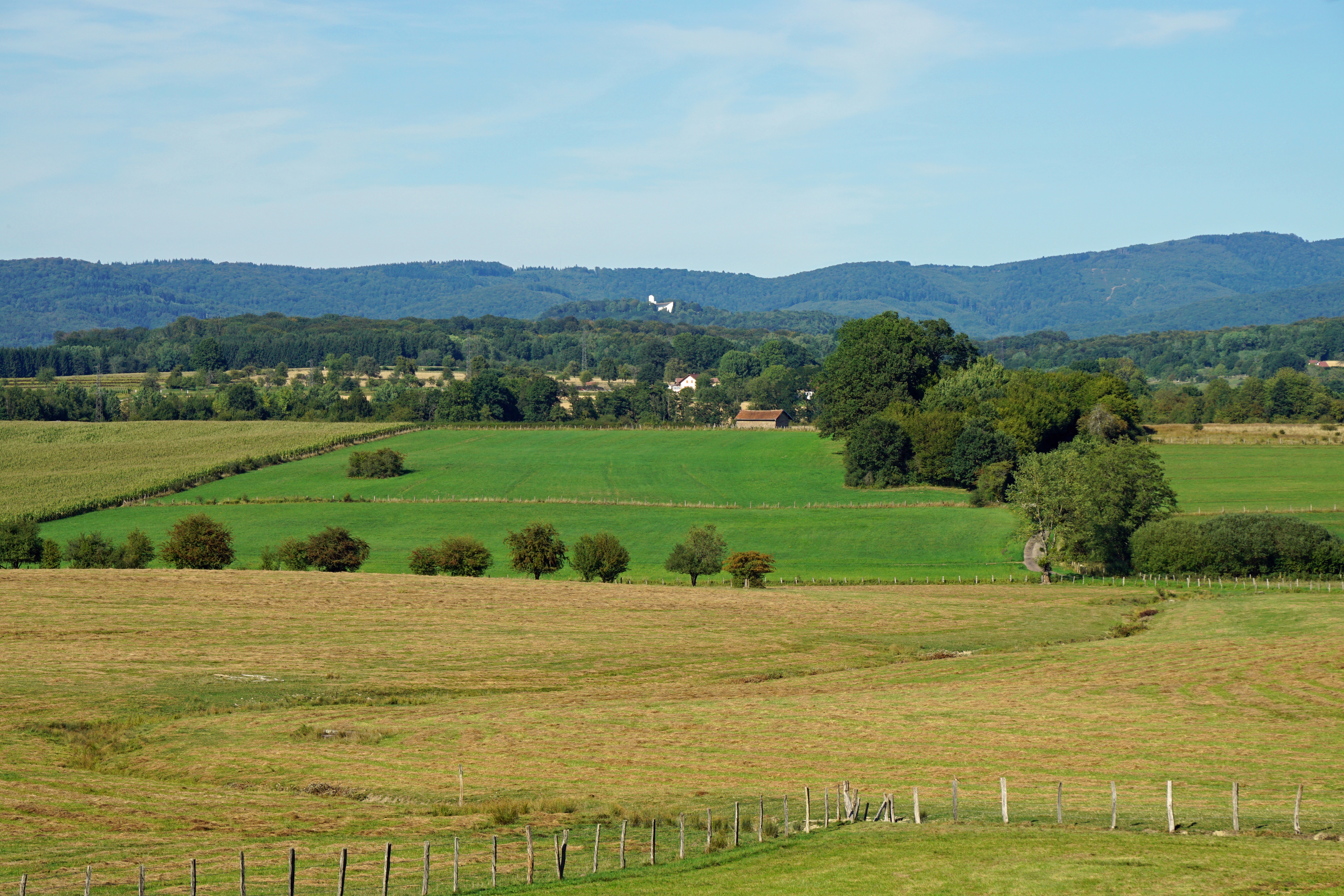
Paysage vers Ronchamp dont on distingue la chapelle Notre-Dame du Haut.
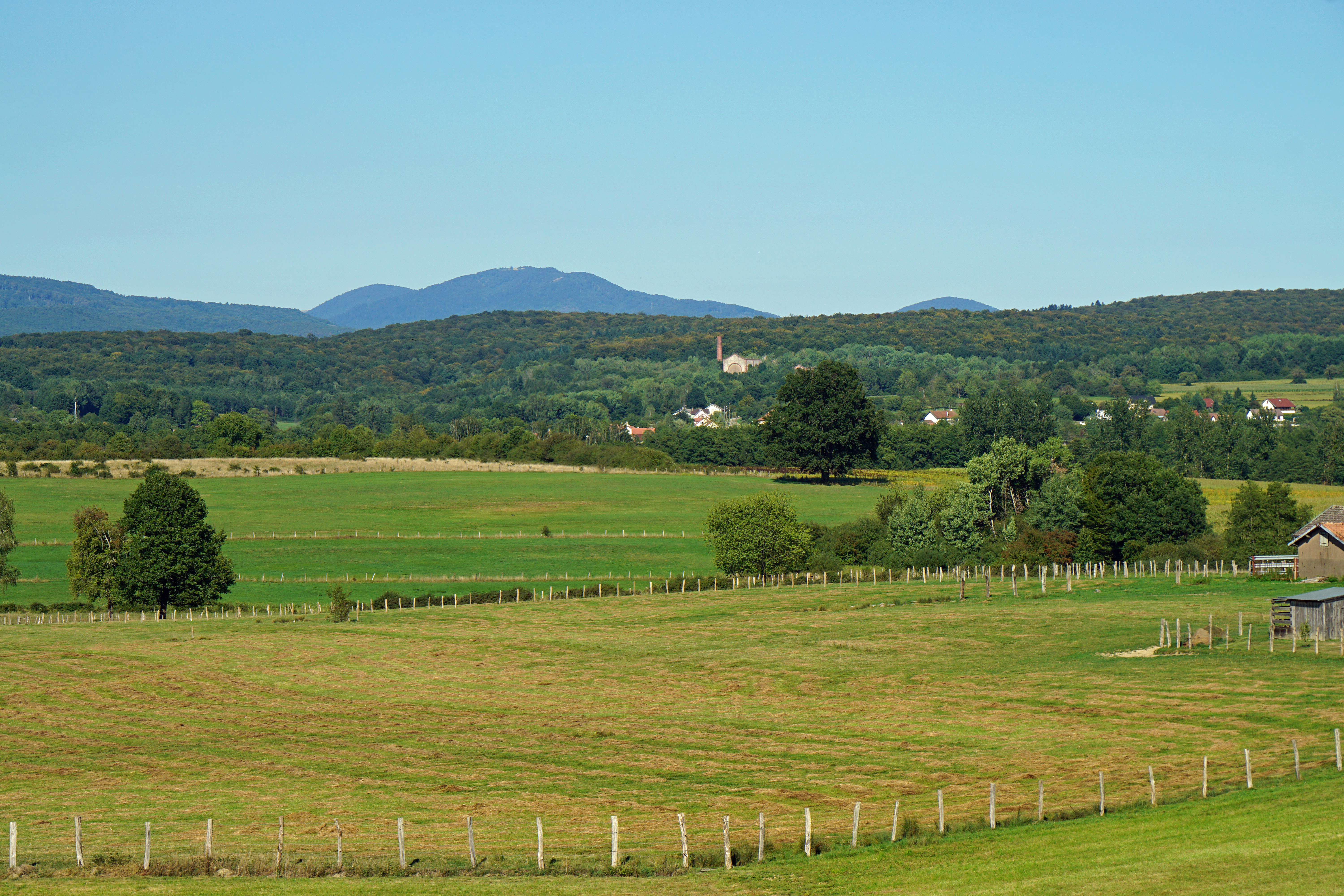
Paysage vers Magny-Danigon, le puits Arthur-de-Buyer et les Vosges.

### Géologie
Palante est construite sur le plateau de Haute-Saône dans la dépression sous-vosgienne et s'appuie sur le versant méridional du massif des Vosges. En terme géologique la zone se compose de sable et de sédiments calcaires marneux déposé au cours lias (Jurassique inférieur et du Trias calcaire). Le territoire communal repose sur le bassin houiller stéphanien sous-vosgien.

### Hydrographie
Plusieurs petits ruisseaux s'écoulent dans les vallons du territoire communal, la plupart se jettent dans le Rognon sous-affluent de l'Ognon qui s'écoule au sud-est. Plusieurs mares et petits étangs sont présents au centre et au sud du territoire.

### Climat
Pour des articles plus généraux, voir Climat de la Bourgogne-Franche-Comté et Climat de la Haute-Saône.
En 2010, le climat de la commune est de type climat de montagne, selon une étude du Centre national de la recherche scientifique s'appuyant sur une série de données couvrant la période 1971-2000. En 2020, Météo-France publie une typologie des climats de la France métropolitaine dans laquelle la commune est exposée à un climat semi-continental et est dans la région climatique  Lorraine, plateau de Langres, Morvan, caractérisée par un hiver rude (1,5 °C), des vents modérés et des brouillards fréquents en automne et hiver. 
Pour la période 1971-2000, la température annuelle moyenne est de 10,2 °C, avec une amplitude thermique annuelle de 17,2 °C. Le cumul annuel moyen de précipitations est de 1 259 mm, avec 12,5 jours de précipitations en janvier et 10,4 jours en juillet. Pour la période 1991-2020, la température moyenne annuelle observée sur la station météorologique de Météo-France la plus proche, « Étobon », sur la commune d'Étobon à 7 km à vol d'oiseau, est de 10,7 °C et le cumul annuel moyen de précipitations est de 1 272,5 mm. 
La température maximale relevée sur cette station est de 38,5 °C, atteinte le 24 juillet 2019 ; la température minimale est de −18 °C, atteinte le 1er mars 2005,,. 
Les paramètres climatiques de la commune ont été estimés pour le milieu du siècle (2041-2070) selon différents scénarios d'émission de gaz à effet de serre à partir des nouvelles projections climatiques de référence DRIAS-2020. Ils sont consultables sur un site dédié publié par Météo-France en novembre 2022.

## Urbanisme

### Typologie
Au 1er janvier 2024, Palante est catégorisée commune rurale à habitat dispersé, selon la nouvelle grille communale de densité à sept niveaux définie par l'Insee en 2022.
Elle est située hors unité urbaine. Par ailleurs la commune fait partie de l'aire d'attraction de Lure, dont elle est une commune de la couronne,. Cette aire, qui regroupe 33 communes, est catégorisée dans les aires de moins de 50 000 habitants,.

### Occupation des sols
L'occupation des sols de la commune, telle qu'elle ressort de la base de données européenne d’occupation biophysique des sols Corine Land Cover (CLC), est marquée par l'importance des territoires agricoles (68,3 % en 2018), en diminution par rapport à 1990 (78,5 %). La répartition détaillée en 2018 est la suivante : 
prairies (67,1 %), forêts (21,5 %), zones urbanisées (10,2 %), zones agricoles hétérogènes (1,2 %). L'évolution de l’occupation des sols de la commune et de ses infrastructures peut être observée sur les différentes représentations cartographiques du territoire : la carte de Cassini (XVIIIe siècle), la carte d'état-major (1820-1866) et les cartes ou photos aériennes de l'IGN pour la période actuelle (1950 à aujourd'hui).

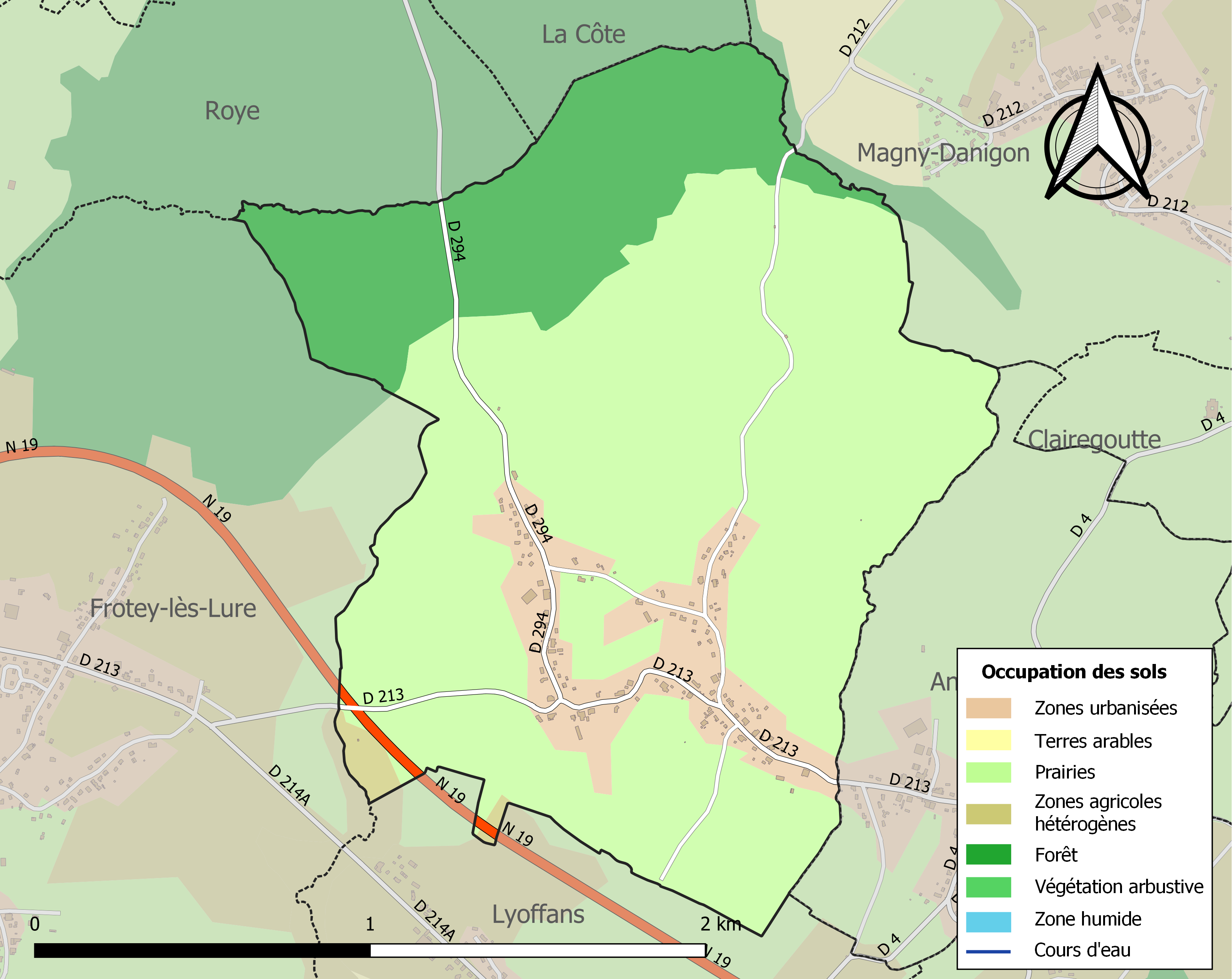
Carte des infrastructures et de l'occupation des sols de la commune en 2018 (CLC).

### Projet d'aménagement et paysage
La commune fait partie du plan local d'urbanisme intercommunal (PLUi) de la communauté de communes du pays de Lure (CCPL), document d'urbanisme de référence pour la commune et toute l'intercommunalité approuvé le 26 juin 2018. Palante fait également partie du SCOT du pays des Vosges saônoises, un projet de territoire visant à mettre en cohérence l'ensemble des politiques sectorielles, notamment en matière d’habitat, de mobilité, d’aménagement commercial, d’environnement et de paysage.

### Voies de communication et transports

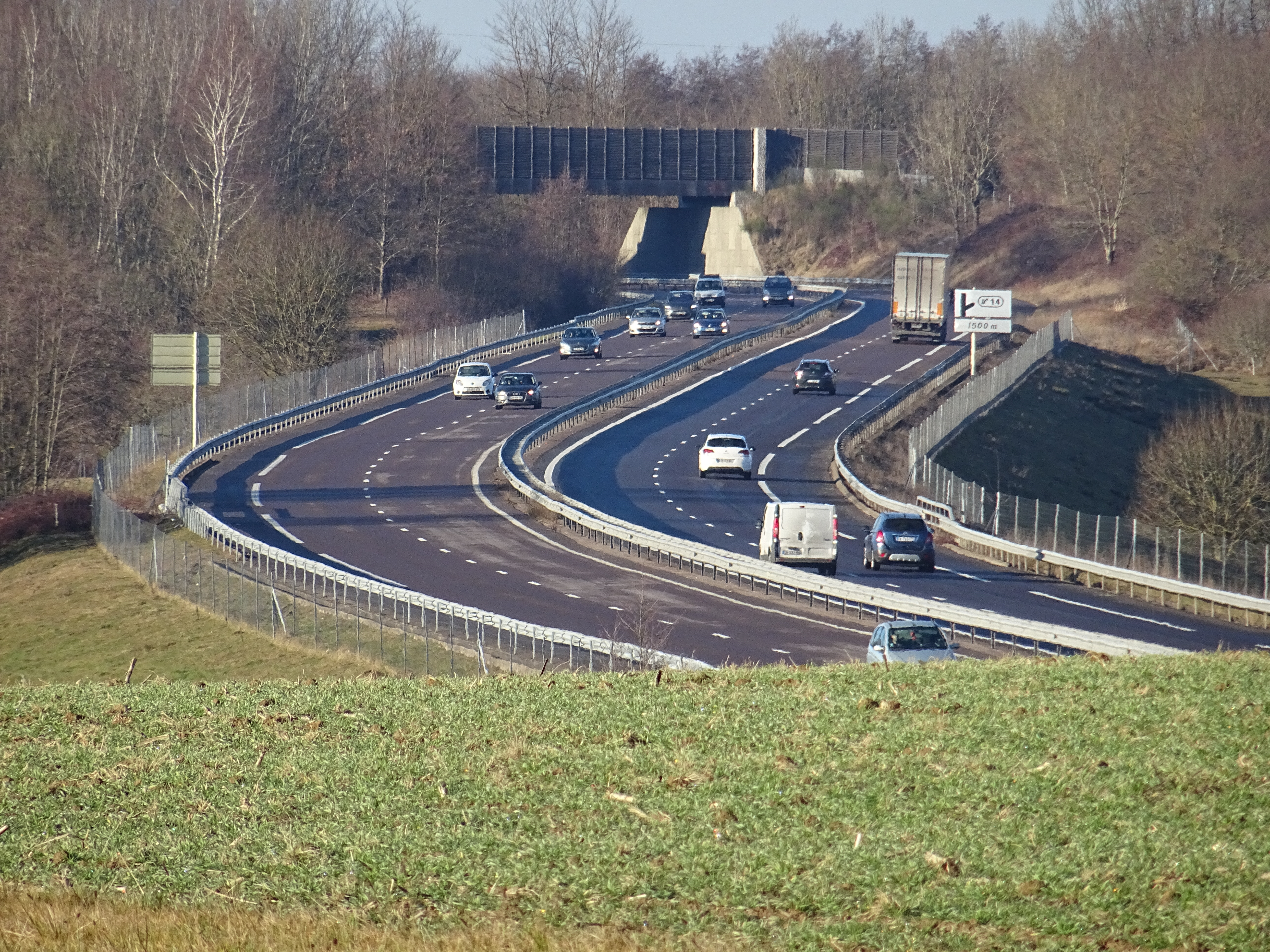
La RN 19 passant au sud de la commune.

Palante est un village rural, mais se situe à proximité d'un échangeur avec la RN 19 (double-voie expresse E54) qui établit une connexion entre Lure-Vesoul-Luxeuil et la conurbation de Belfort-Héricourt-Montbéliard, ce qui permet une offre de transport hors de la commune.

## Toponymie

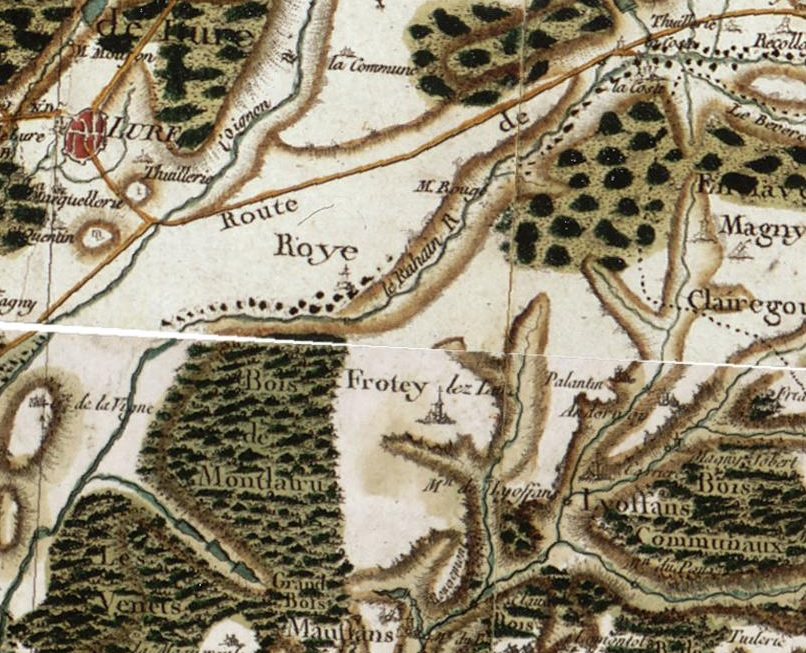
Palantin et ses environs sur la carte de Cassini.

Le village est appelé Palantin jusqu'au XVIIIe siècle.
Son nom est une anagramme de platane.

## Histoire

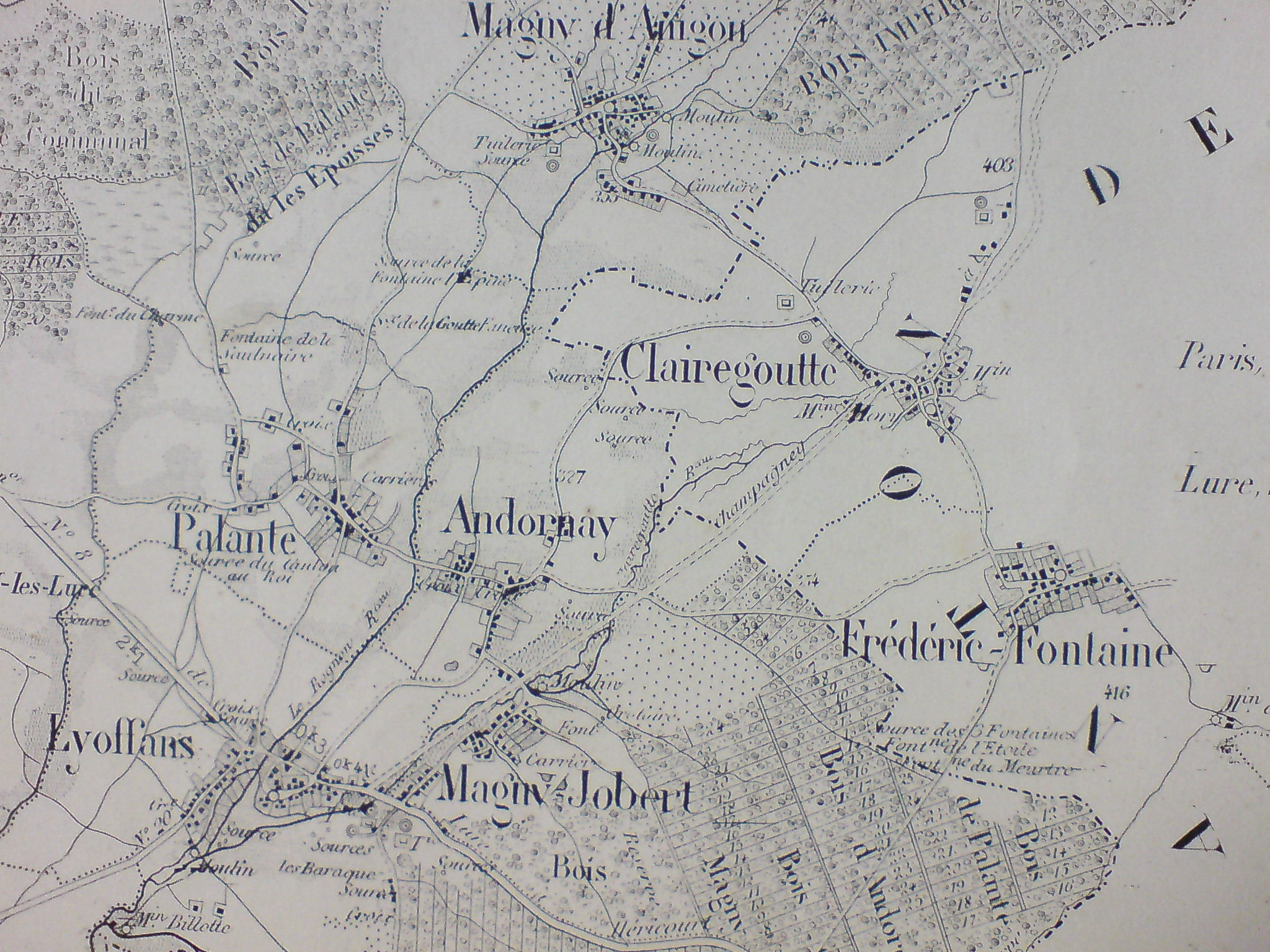
Palante sur l'atlas cantonal des communes de Haute-Saône en 1858.

Le village compte de nombreux mineurs travaillant aux houillères de Ronchamp entre le XIXe siècle et le XXe siècle. Il fait alors partie du territoire du bassin minier. Les mineurs du village travaillent essentiellement au puits Arthur-de-Buyer et au puits du Magny. En 1930, la commune comporte 15 mineurs pour 140 habitants.
Le village a fait construire un monument aux morts comme tous les autres villages pour honorer ses habitants morts dans les guerres : Palante en a en effet perdu onze pendant la Première Guerre mondiale.
Le village est libéré par la 1re DFL le 27 octobre 1944. Une stèle située sur la commune voisine de Lyoffans a été érigée en l'honneur des libérateurs.

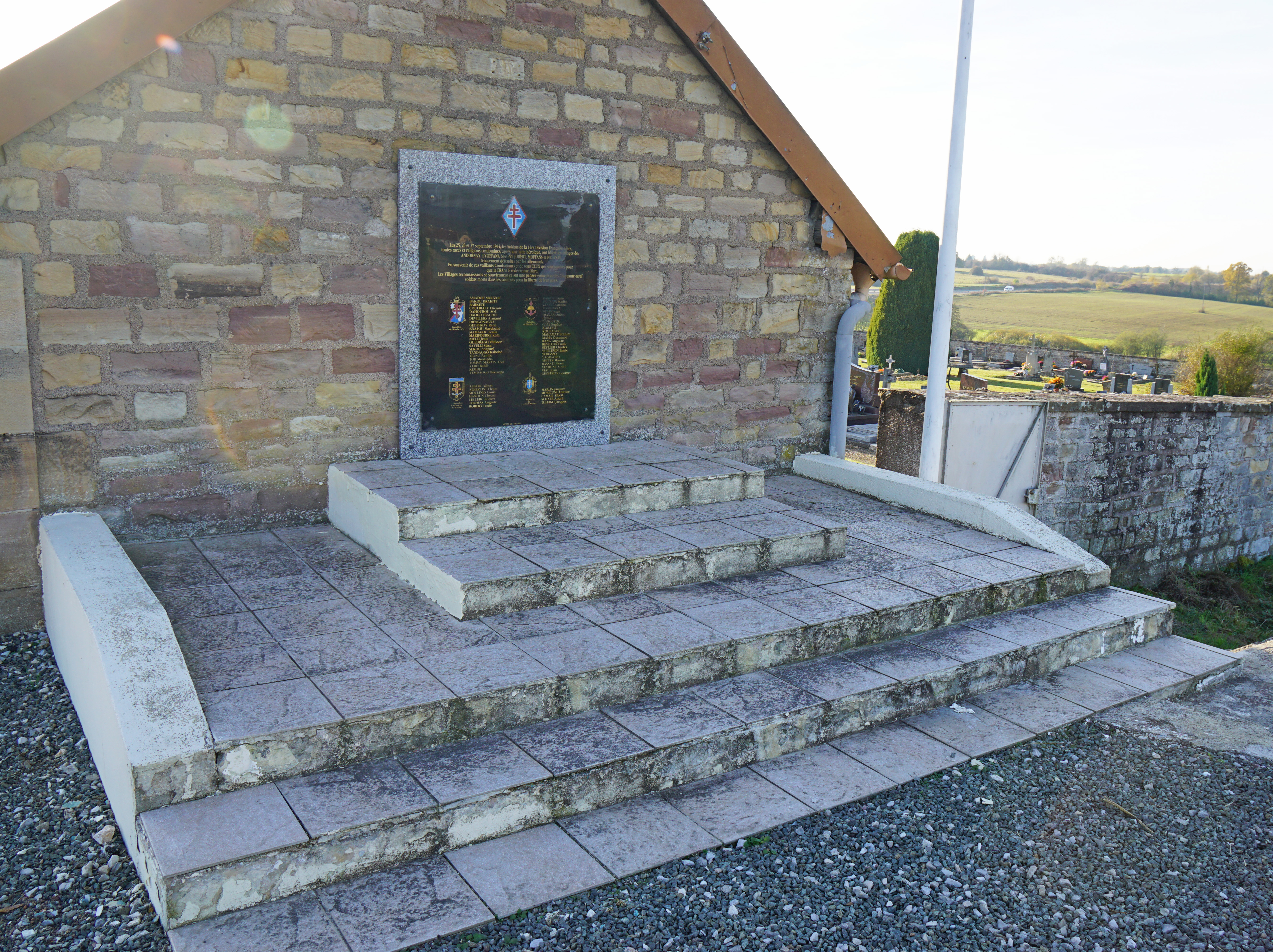
Stèle de la Libération à Lyoffans.
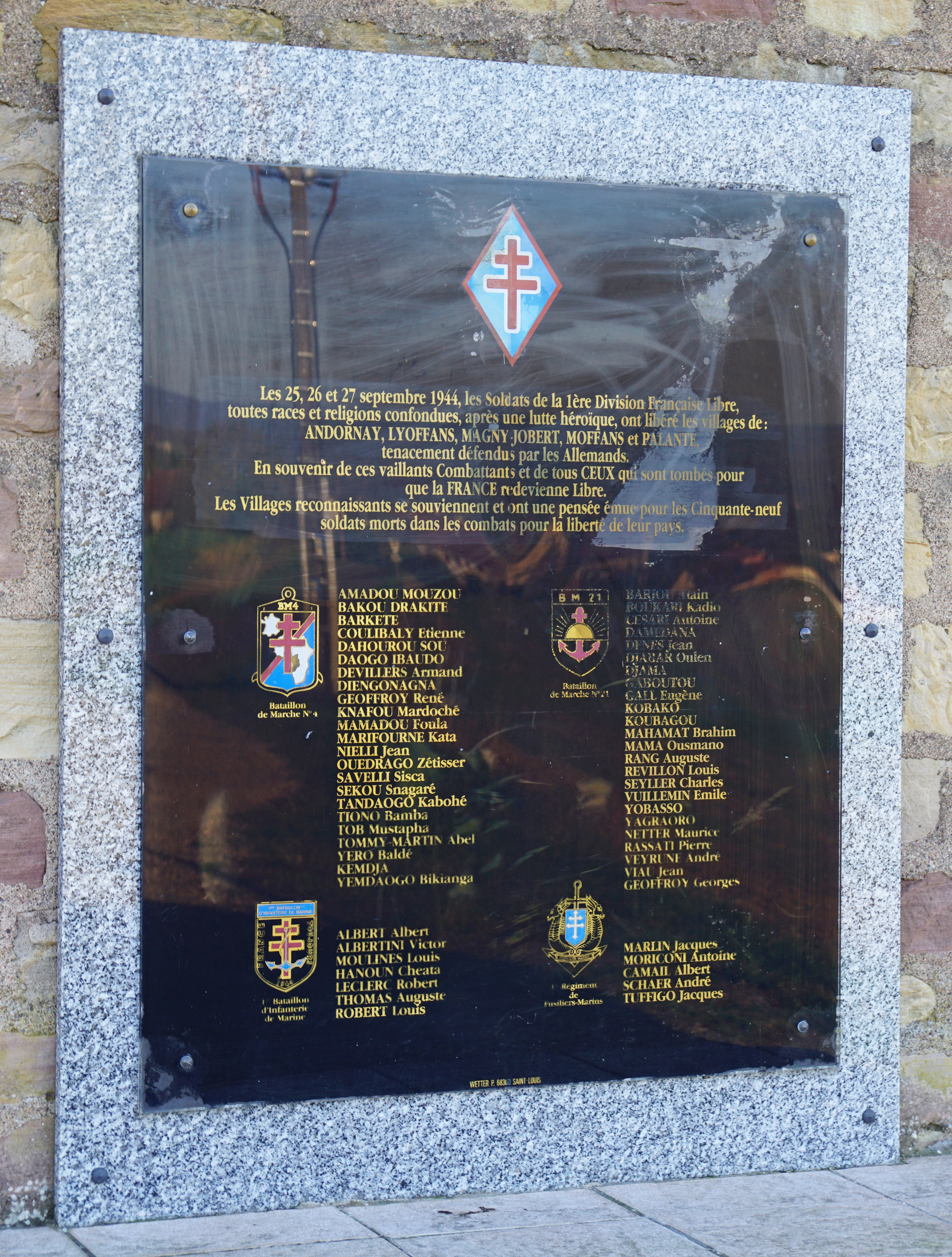

## Politique et administration

### Rattachements administratifs et électoraux

Carte départementale représentant en rouge la communauté de communes du Pays de Lure.

La commune fait partie de l'arrondissement de Lure du département de la Haute-Saône. Pour l'élection des députés, elle fait partie de la deuxième circonscription de la Haute-Saône.
Elle faisait partie de 1801 à 1985 du canton de Lure. Celui-ci a été scindé par le décret du 31 janvier 1985 et la commune rattachée au canton de Lure-Sud. Dans le cadre du redécoupage cantonal de 2014 en France, la commune fait désormais partie du canton de Lure-2.
La commune de Magny-Jobert fait  partie du ressort du tribunal de proximité, du conseil de prud'hommes et du tribunal paritaire des baux ruraux de Lure, du tribunal judiciaire, du tribunal de commerce et de la cour d'assises de Vesoul et de la cour d'appel de Besançon.
Dans l'ordre administratif, elle relève du tribunal administratif de Besançon et de la cour administrative d'appel de Nancy,.

### Intercommunalité
La commune fait partie de la communauté de communes du pays de Lure (CCPL), intercommunalité créée en 1998 et dont le territoire est progressivement passé de 8 communes à l'origine à 24 communes en 2016.

### Liste des maires

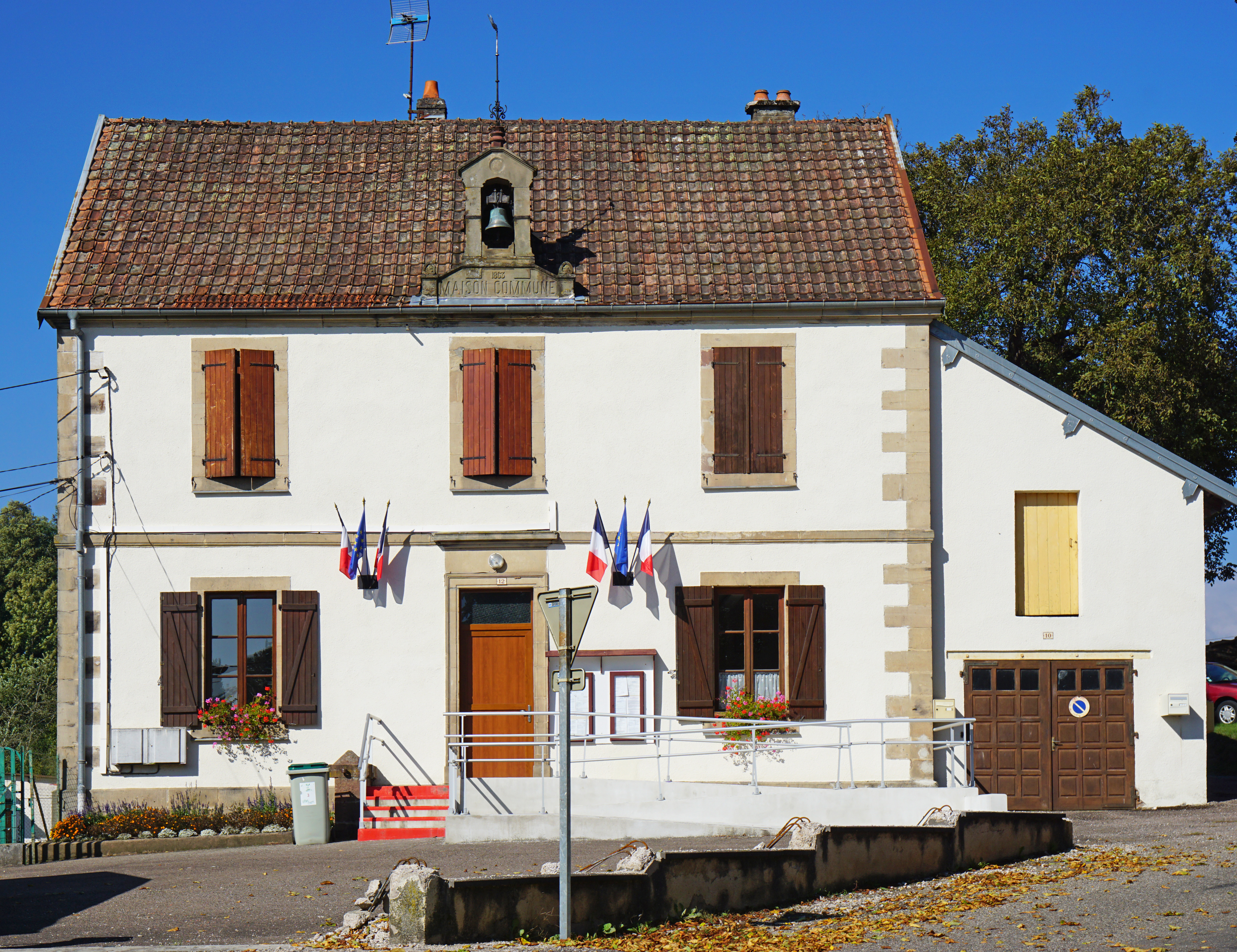
La mairie.

| Période                                  | Période                       | Identité               | Étiquette | Qualité                                                                                       |
| ---------------------------------------- | ----------------------------- | ---------------------- | --------- | --------------------------------------------------------------------------------------------- |
| Les données manquantes sont à compléter. |                               |                        |           |                                                                                               |
| 1802                                     | 1813                          | Desle François Tourdot |           |                                                                                               |
| Les données manquantes sont à compléter. |                               |                        |           |                                                                                               |
| 2001                                     | En cours (au 2 décembre 2020) | Michel Daguenet        | UMP → LR  | Agriculteur Vice-président de la CC du Pays de Lure (2020 → ) Réélu pour le mandat 2020-2026, |

## Population et société

### Évolutions démographiques
L'évolution du nombre d'habitants est connue à travers les recensements de la population effectués dans la commune depuis 1793. Pour les communes de moins de 10 000 habitants, une enquête de recensement portant sur toute la population est réalisée tous les cinq ans, les populations de référence des années intermédiaires étant quant à elles estimées par interpolation ou extrapolation. Pour la commune, le premier recensement exhaustif entrant dans le cadre du nouveau dispositif a été réalisé en 2004.

En 2022, la commune comptait 245 habitants, en évolution de +3,81 % par rapport à 2016 (Haute-Saône : −1,4 %, France hors Mayotte : +2,11 %).
| 1793 | 1800 | 1806 | 1821 | 1831 | 1836 | 1841 | 1846 | 1851 |
| ---- | ---- | ---- | ---- | ---- | ---- | ---- | ---- | ---- |
| 175  | 194  | 185  | 219  | 215  | 210  | 228  | 229  | 213  |

| 1856 | 1861 | 1866 | 1872 | 1876 | 1881 | 1886 | 1891 | 1896 |
| ---- | ---- | ---- | ---- | ---- | ---- | ---- | ---- | ---- |
| 161  | 166  | 189  | 154  | 166  | 160  | 142  | 149  | 131  |

| 1901 | 1906 | 1911 | 1921 | 1926 | 1931 | 1936 | 1946 | 1954 |
| ---- | ---- | ---- | ---- | ---- | ---- | ---- | ---- | ---- |
| 152  | 139  | 132  | 118  | 120  | 139  | 89   | 100  | 104  |

| 1962 | 1968 | 1975 | 1982 | 1990 | 1999 | 2004 | 2006 | 2009 |
| ---- | ---- | ---- | ---- | ---- | ---- | ---- | ---- | ---- |
| 106  | 103  | 103  | 124  | 164  | 156  | 156  | 169  | 177  |

| 2014 | 2019 | 2022 | - | - | - | - | - | - |
| ---- | ---- | ---- | - | - | - | - | - | - |
| 220  | 243  | 245  | - | - | - | - | - | - |

### Enseignement

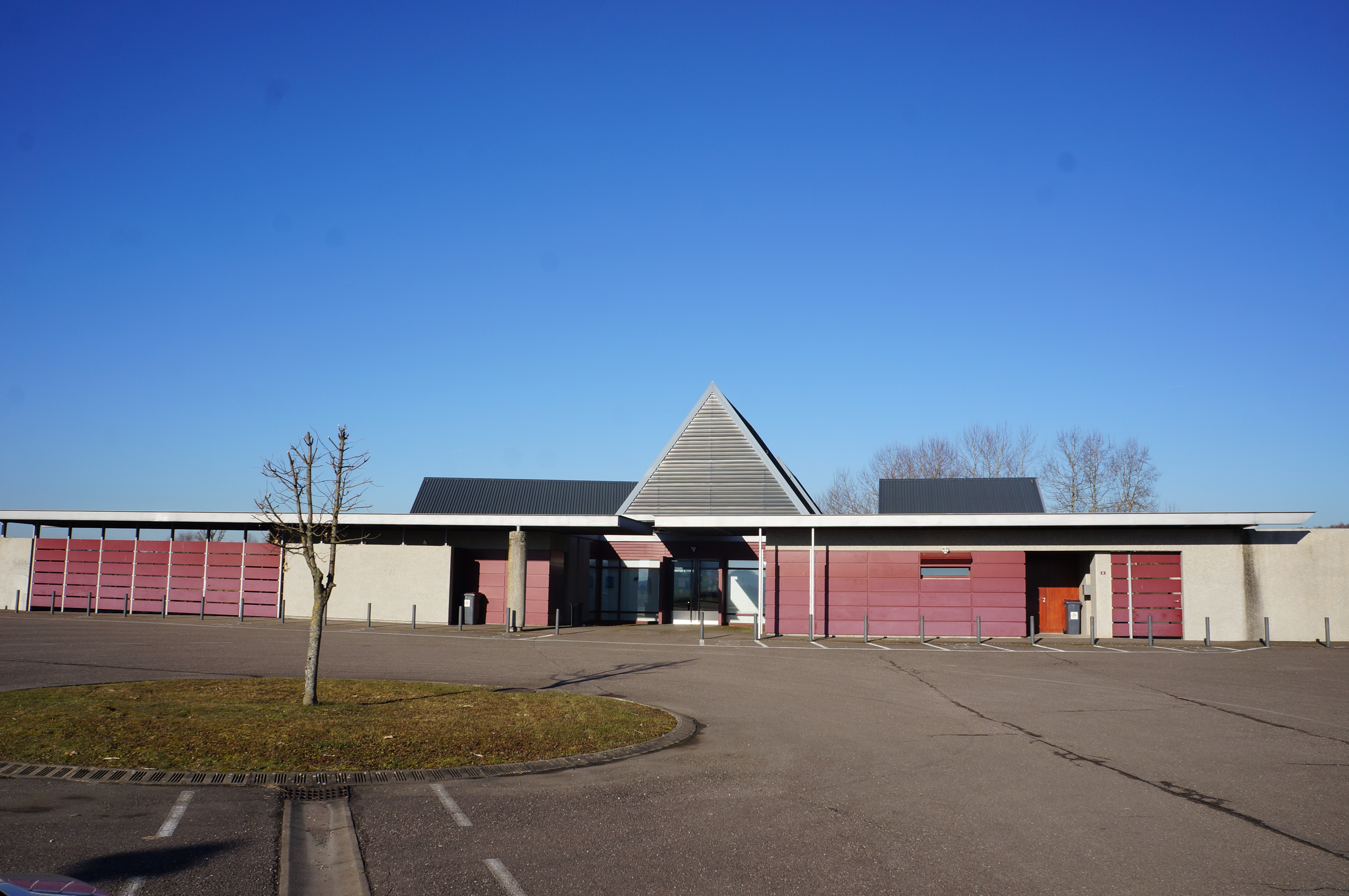
Le pôle éducatif des Vosges saônoises.

De manière générale, Palante dépend de l'académie de Besançon. À proximité se trouve le Pôle Éducatif des Vosges Saônoises, co-géré par la communauté de communes Rahin et Chérimont et la communauté de communes du pays de Lure. Cette école primaire publique accueille 160 élèves, mais ne dispose pas de cantine,.
Pour les niveaux de scolarisation des collégiens et des lycéens, le collège Victor Schœlcher de Champagney et le lycée G. Colomb de Lure seront les établissements privilégiés.

### Santé
Il n'existe aucune infrastructure de santé ou de médecins au sein du village, ni dans les communes limitrophes. L'hôpital le plus proche étant celui de Lure, de plus en plus désinvestis par les services publics au profit de celui de Vesoul, il n'est pas exclu qu'à moyen terme, Palante se trouve dans un désert médical, contraignant à la fréquentation des hôpitaux de Belfort, Montbéliard ou Vesoul, accessible entre 30 minutes et une heure en voiture. Par ailleurs, ces hôpitaux fusionnent en 2017 au profit de la nouvelle infrastructure commune du centre hospitalier de Belfort-Montbéliard, située à mi-chemin entre les deux villes, à Trévenans.

### Services
Hormis les services assurés par la mairie, la commune n'a aucun service public sur son territoire. L'ensemble des services publics sont disponibles à Lure, qui concentre le Pôle emploi, EDF, les impôts, la justice ou la bibliothèque, médiathèque et espace culturels.

### Cultes
Le village ne dispose d'aucun lieu de culte et fait partie de la paroisse de Lyoffans, rattachée à l'unité pastorale d'Athesans-Moffans, faisant partie du doyenné de Lure, qui dépend de l'archidiocèse de Besançon.

## Économie
Le village dépendant économiquement des deux centres urbains de Lure et de l'agglomération d'Héricourt-Montbéliard. Ces deux pôles offrent de nombreux emplois et sont rapidement accessibles par une voie expresse passant dans ces axes à proximité de Palante.

## Culture locale et patrimoine

### Lieux et monuments
- Des calvaires ;
- le Rognon (rivière) ;
- une source d'eau salée[19].

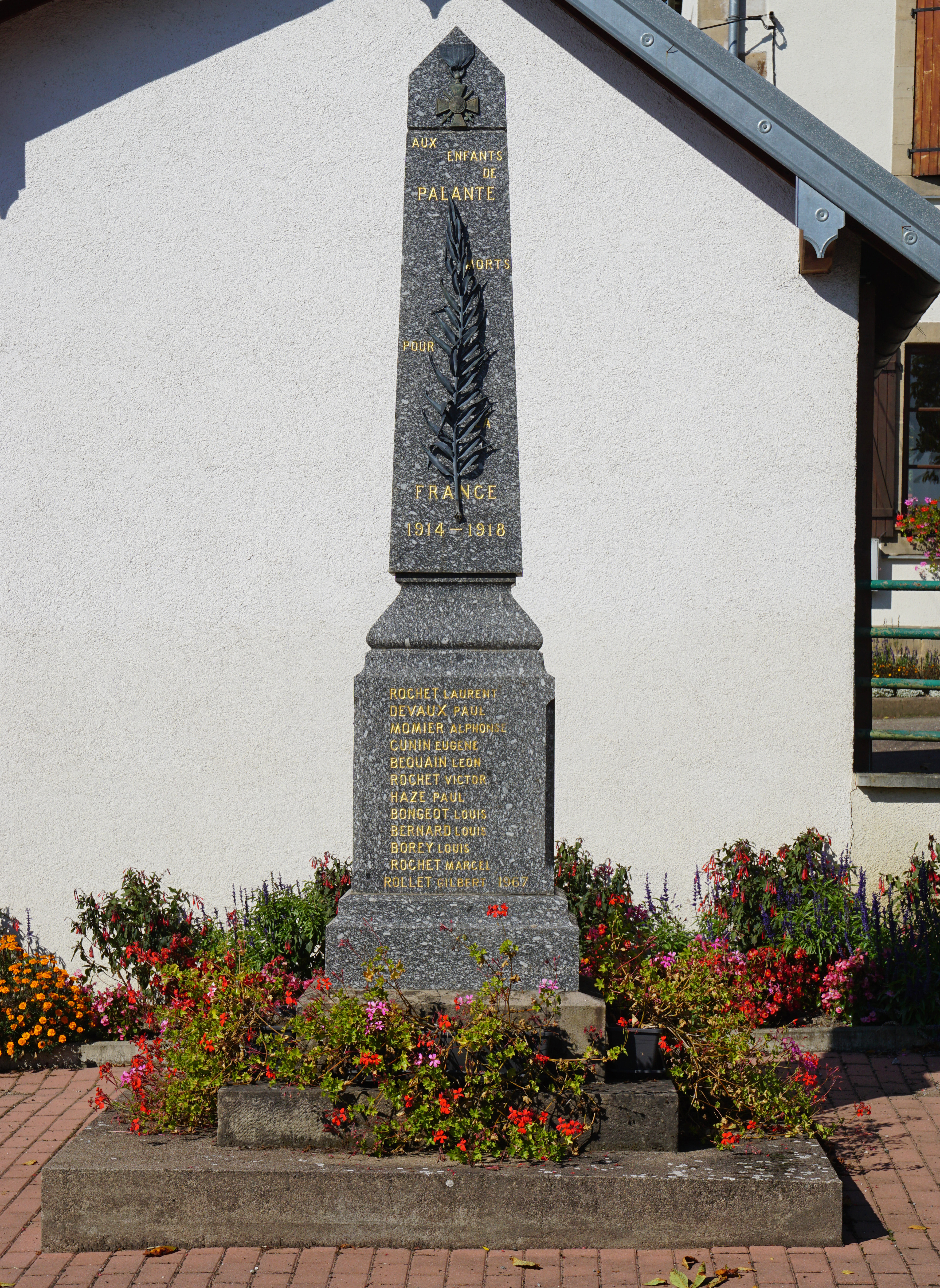
Monument aux morts.
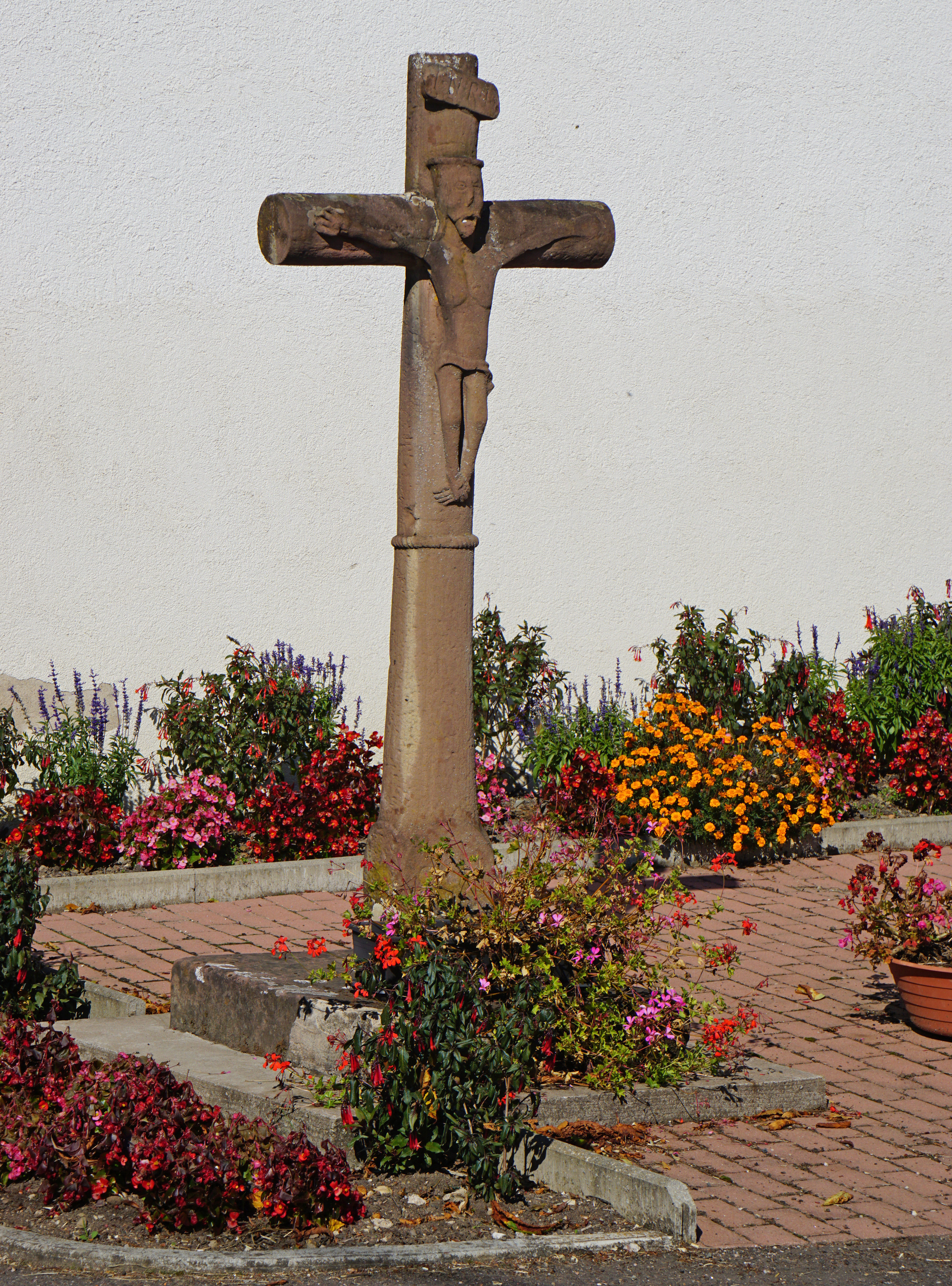
Croix.
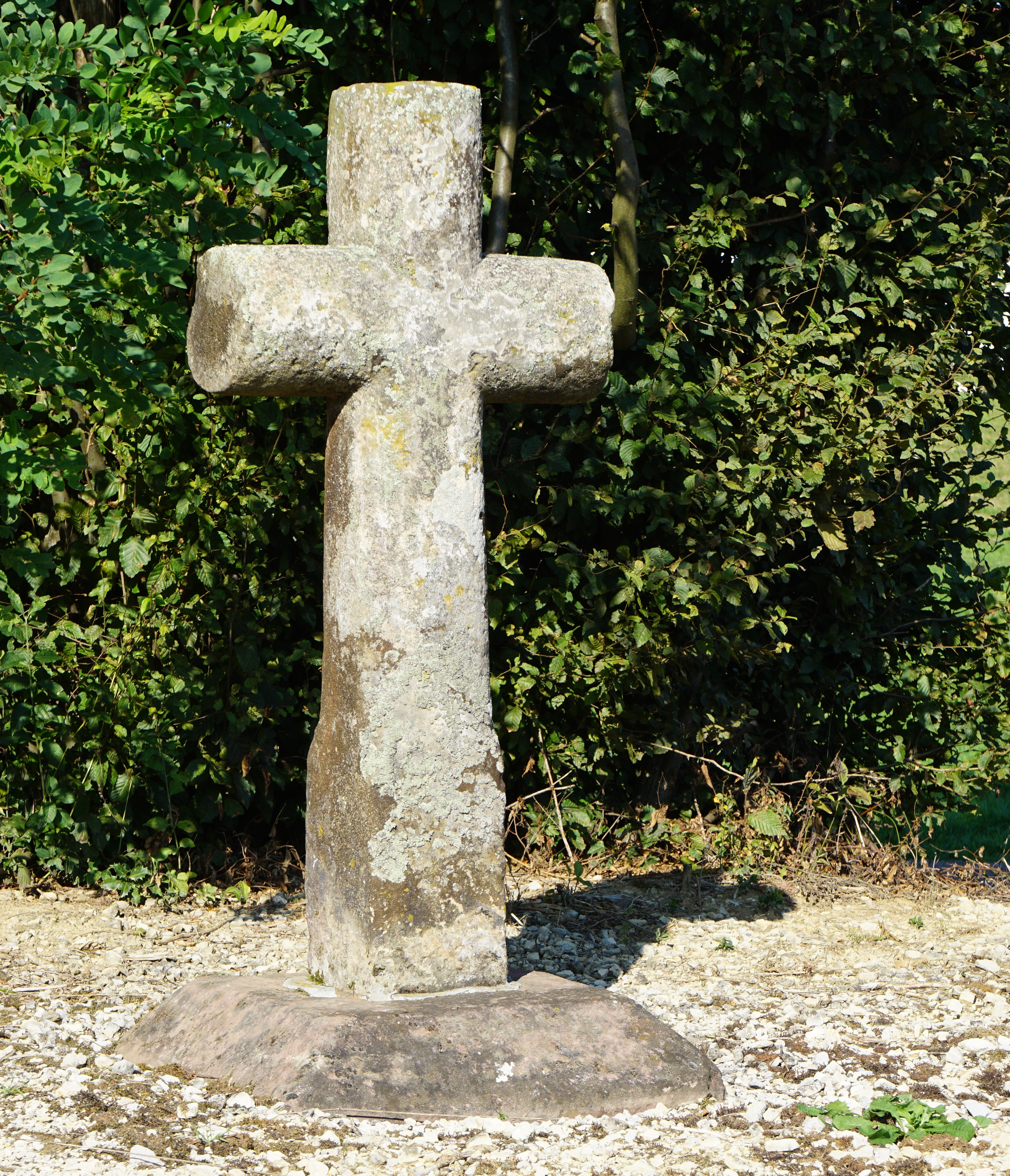
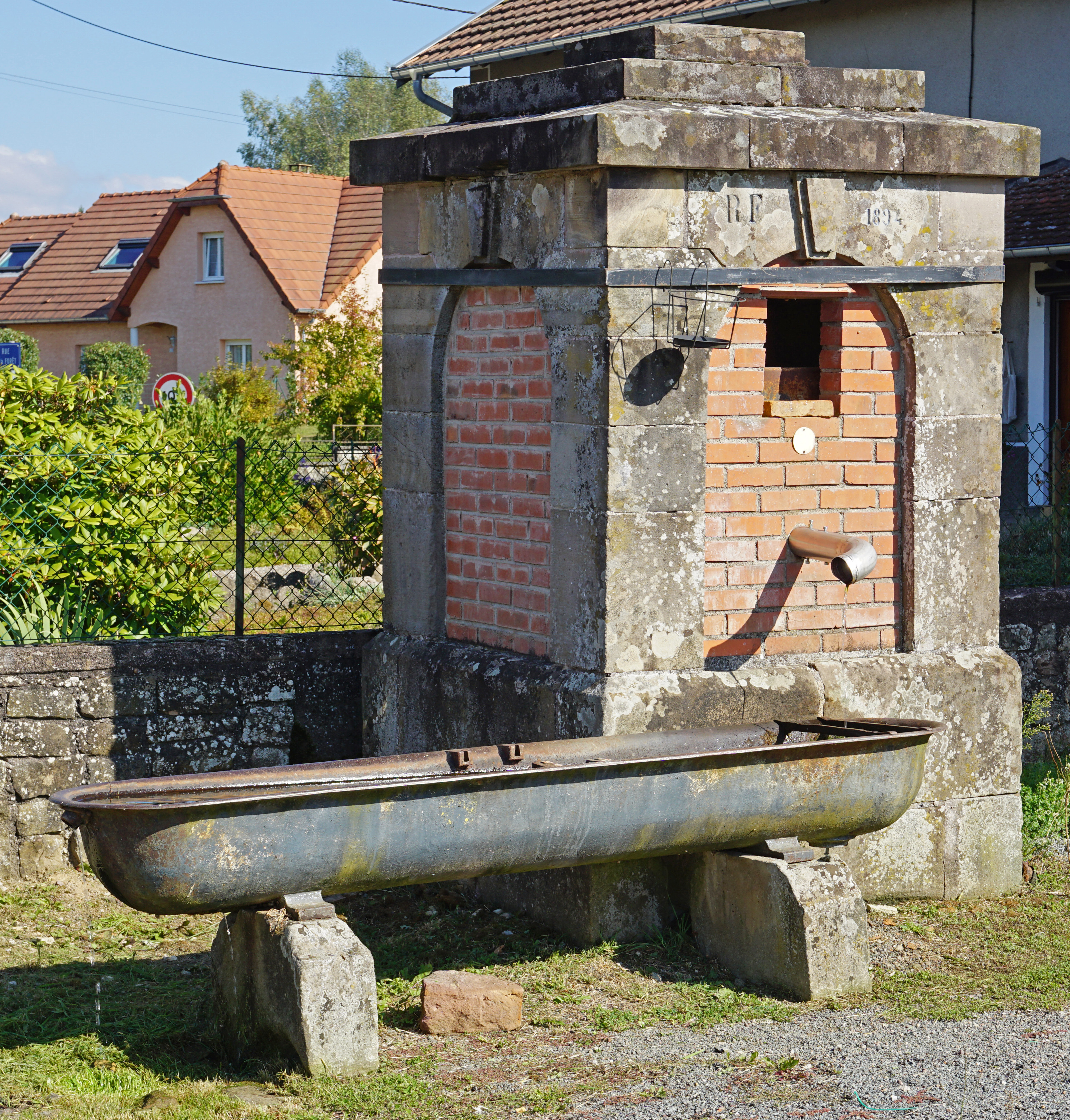
Fontaine.